# Casa Nicolae Coșariu
Casa Nicolae Coșariu, cunoscută și sub numele de Casa Miklós Kossáriu, sau Fostul cămin de bătrâni al Comunității Israelite, este un imobil istoric situat pe strada Ion Luca Caragiale, nr. 2A, în cartierul Fabric din Timișoara.
Face parte din Situl urban „Fabric” (II), monument istoric cod LMI TM-II-s-B-06097.

## Istorie
Imobilul a fost edificat în zona cunoscută anterior ca Vorpark, care a fost divizată și vândută de către administrația locală a Timișoarei în anul 1888 sub forma unor loturi rezidențiale, lotul de casă fiind achiziționat de către Lázár Szilárd, în 1888. În 1890, acesta vinde parcela către Miklós Kossáriu (maghiarizare a lui Nicolae Coșariu), care, la 26 martie 1891, obține autorizația pentru construirea unei case de locuit pe un singur nivel pe acest teren de pe fosta Jókai Mór utca, actuala stradă Ion Luca Caragiale.
O scurtă biografie despre Nicolae Coșariu este prezentată în cartea lui Aurel Cosma junior, „Prin Timișoara de altă dată”:

„Nicolae Coșariu s-a născut la 7/19 septembrie 1842, în comuna Chizătău, județul Timiș. Părinții săi, Veta și Constantin Coșariu, au fost țărani. Clasele elementare le-a urmat la școala primară militară, care exista pe vremea aceea la Caransebeș, apoi gimnaziul la Lugoj, iar dreptul la Universitatea din Pesta. După terminarea studiilor s-a întors acasă, în Banat, și a intrat în serviciul comitatului, unde a funcționat ca asesor la „Sedria orfanală" timp de 30 de ani, până la pensionare. La începutul anului 1873, a luat-o în căsătorie pe Cornelia, fiica lui Dionisie Cădariu (1824 - 1890), notar în Chizătău și Babșa, apoi avocat în Lipova. Nicolae Coșariu a avut un rol important în viața socială a românilor timișoreni, alături de prietenul său George Ardeleanu. Amândoi au condus succesiv Reuniunea de lectură română din Timișoara și au activat în presa vremii. Nicolae Coșariu a fost în anul 1885 unul dintre fondatorii băncii Timișiana. În aprilie 1888, a preluat proprietatea Gazetei poporului din Timișoara, editată până atunci de Teodor V. Păcățian. La puțin timp după aceea, Nicolae Coșariu devine și redactorul foii, pe care continuă să o scoată până la sfârșitul anului 1890; din cauza neplăcerilor ce le-a avut cu gazeta și ca să nu își piardă postul, fiind funcționar de stat la organul tutelar pentru minori, a cedat proprietatea și redacția lui George Ardeleanu. Gazeta poporului a fost o revistă săptămânală ilustrată. Publica articole privind probleme de natură economică, dar și articole de beletristică (1886 - 1892), în continuarea publicației hebdomadare Timișiana, scoasă în anul 1885 la Timișoara de Teodor V. Păcățian. Nicolae Coșariu a decedat în primăvara anului 1903, în spitalul orășenesc al Timișoarei, unde fusese internat, și a fost înmormântat în cavoul familiei din cimitirul Cetății."
În anul 1902, imobilul a fost vândut Comunității Israelite "Status Quo" din Fabric, aceștia ridicând în anul 1899, langă această casă, o sinagogă în stil maur. Ulterior, în aprilie 1905, comunitatea a obținut aprobarea pentru conversia casei și extinderea templului, transformând astfel fosta casă a lui Nicolae Coșariu în forma actuală. Casa a servit ca locuință de serviciu pentru salariații comunității evreiești, aici locuind, în perioade diferite, cantorul Jakab Friedmann (n. 12 februarie 1898 – d. 21 martie 1926) și rabinul dr. Jakab Singer (13 decembrie 1867, Sajókazinc, Austro-Ungaria – 7 noiembrie 1939, Timișoara, Regatul României).
De asemenea, în decursul perioadei 1980-2000, clădirea în cauză a servit ca locație pentru căminul destinat bătrânilor din comunitatea evreiască.

## Descriere
Casa este construită pe parter, în stil eclectic istoricist, având elemente clasiciste, reprezentate prin frontoane triunghiulare de tip templu clasicist, înconjurate de coloane de stil doric ale ancadramentelor stilizate ale ferestrelor. Clădirea prezintă un colț teșit rezultat în urma intersecției fațadelor, formând o mică fațadă de colț.